# Marie Henriette
Marie Henriette ist ein zusammengesetzter weiblicher Vorname.

## Herkunft
Marie ist eine Variante von Maria, was wiederum die lateinische Form des hebräischen Namens Mirjam ist.
Henriette ist ein weiblicher französischer Name, der als Diminutiv über Henri (frz.) von Heinrich abgeleitet wird. Dieser bedeutet in etwa reiches Heim.

## Namensträgerinnen

### Einzelname
- Marie Henriette von Österreich (1836–1902), Mitglied des Hauses Habsburg-Lothringen und von 1865 bis 1902 Königin der Belgier
- Marie Henriette Gräfin Chotek (1863–1946), Rosenzüchterin
- Elisabeth Marie Henriette Stephanie Gisela von Österreich (1883–1963), Enkelin von Kaiser Franz Joseph I. von Österreich

### Vorname
- Marie-Henriette Alimen (1900–1996), französische Prähistorikerin und Geologin
- Marie Henriette Rosine Bernardt, Geburtsname der Schauspielerin Sarah Bernhardt
- Marie Henriette Faißt (1831–1902), Stiftungsgründerin
- Marie Henriette Henning (1895–1948), kommunistische Politikerin
- Marie Henriette Caroline von Herder (1775–1837), Schwiegertochter von Johann Gottfried Herder
- Marie Henriette Osthaus Griffith (1855–1927), US-amerikanische Blumen- und Landschaftsmalerin
- Marie Henriette Rüetschi-Bitzius (1834–1890), schweizerische Schriftstellerin unter dem Pseudonym Marie Walden